# Pattaya Exhibition and Convention Hall
Il Pattaya Exhibition and Convention Hall (PEACH), è una struttura multiuso per congressi, di proprietà del Royal Cliff Hotels Group, a Pattaya, in Thailandia. Come uno dei più grandi e moderni Centri Convegni della Thailandia, il PEACH ha ospitato varie manifestazioni che vanno da conferenze politiche a festival commerciali.

## Storia
Il Royal Cliff Hotels Group è stato la sede di alcuni dei più importanti convegni della regione. Dai Colloqui di Pace sulla Cambogia del 1991 alla stesura della bozza della Nuova Costituzione Thailandese nel 1997. A seguito del rapido sviluppo del MICE (Meetings, Incentives, Conferencing, Exhibitions) in Thailandia e per il forte interesse di Pattaya ad essere una località di convegni, il Resort ha preso l'occasione di costruire un moderno e autonomo Centro Convegni, che beneficiasse della superba vista sul mare. Così nacque nel 1999 il Pattaya Exhibition and Conference Centre (PEACH) che fu inaugurato ufficialmente un anno dopo dal Presidente del Consiglio della Corona S.E. il Gen. Prem Tinsulanonda.

## Strutture
Il PEACH è una bassa struttura situata in un ambiente tropicale con vista sul Golfo di Thailandia. All'inizio del 2008, il Royal Cliff Beach Resort ha deciso di ingrandire il PEACH, portando la sua capacità a 6,943 m2 (precedentemente 4,851 m2) su 6 livelli. Il centro offre una grande versatilità e flessibilità per ogni manifestazione fino a convegni di grandi dimensioni con posti a sedere tipo teatro per 8,000 delegati o 3,640 persone in una struttura aperta (senza colonne). La hall principale è molto flessibile e può essere suddivisa in 4 grandi zone o perfino in 9 più piccole sezioni. In aggiunta ci sono 18 sale riunioni con varie capacità, da 90 m2 a 286 m2.

## Maggiori Manifestazioni

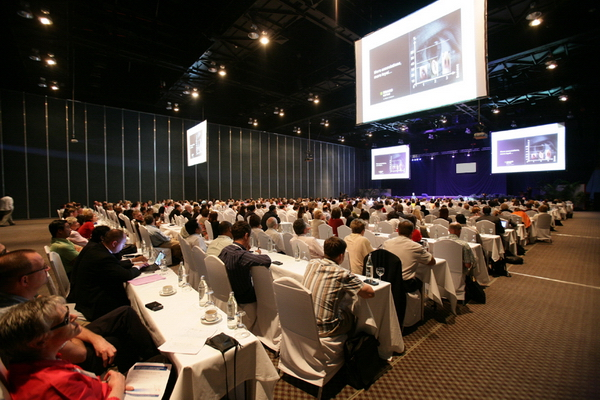
Conference at PEACH

- 15th ASIAN CONGRESS OF CARDIOLOGY 2004
- SIXTH GENERAL ASSEMBLY OF Association of Asian Parliaments for Peace (AAPP) 2005[6]
- 35TH WORLD CONGRESS OF The International College of Surgeons 2006
- 55TH ANNUAL CONFERENCE OF Pacific Asia Travel Association (PAC 06) 2006
- 67TH SKÅL WORLD CONGRESS 2006[7]
- ICCA CONGRESS AND EXHIBITION 2007[8]
- 15th ACA 2007- THE 15th ASIAN CONGRESS OF ANESTHESIOLOGISTS 2007
- 1ST GLOBAL INDUSTRY LEADERS' FORUM 2008
- Lions Clubs International DGE SEMINAR 2008
- Toyota Motor (THAILAND) 2008
- MONEY EXPO Pattaya 2009[9]
- ASEAN SUMMIT 2009[10]
- Annual Novartis Sales Conference